# 고양이의 선천성 감각신경성 난청

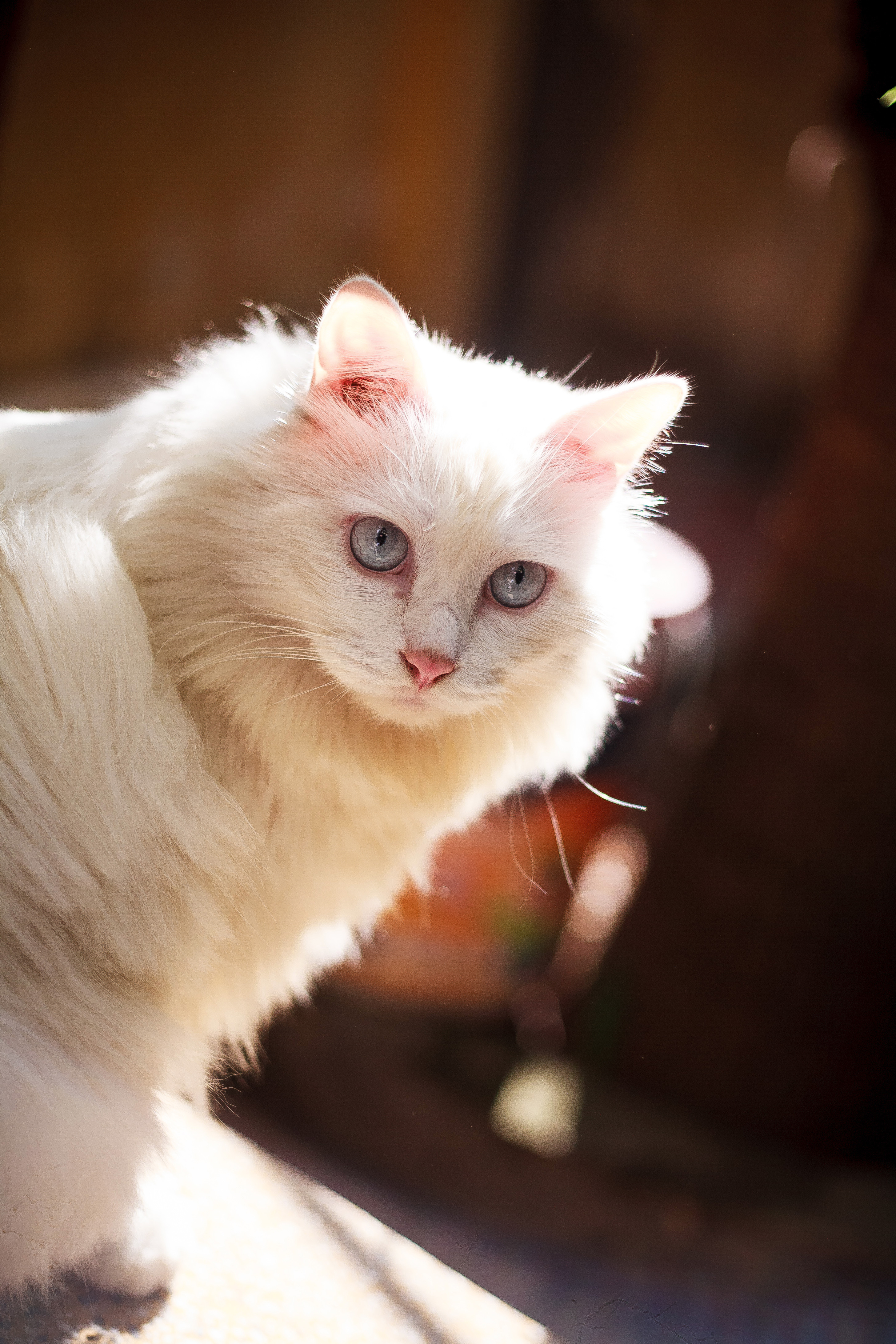
완전히 귀머거리인 순백의 푸른 눈을 가진 고양이

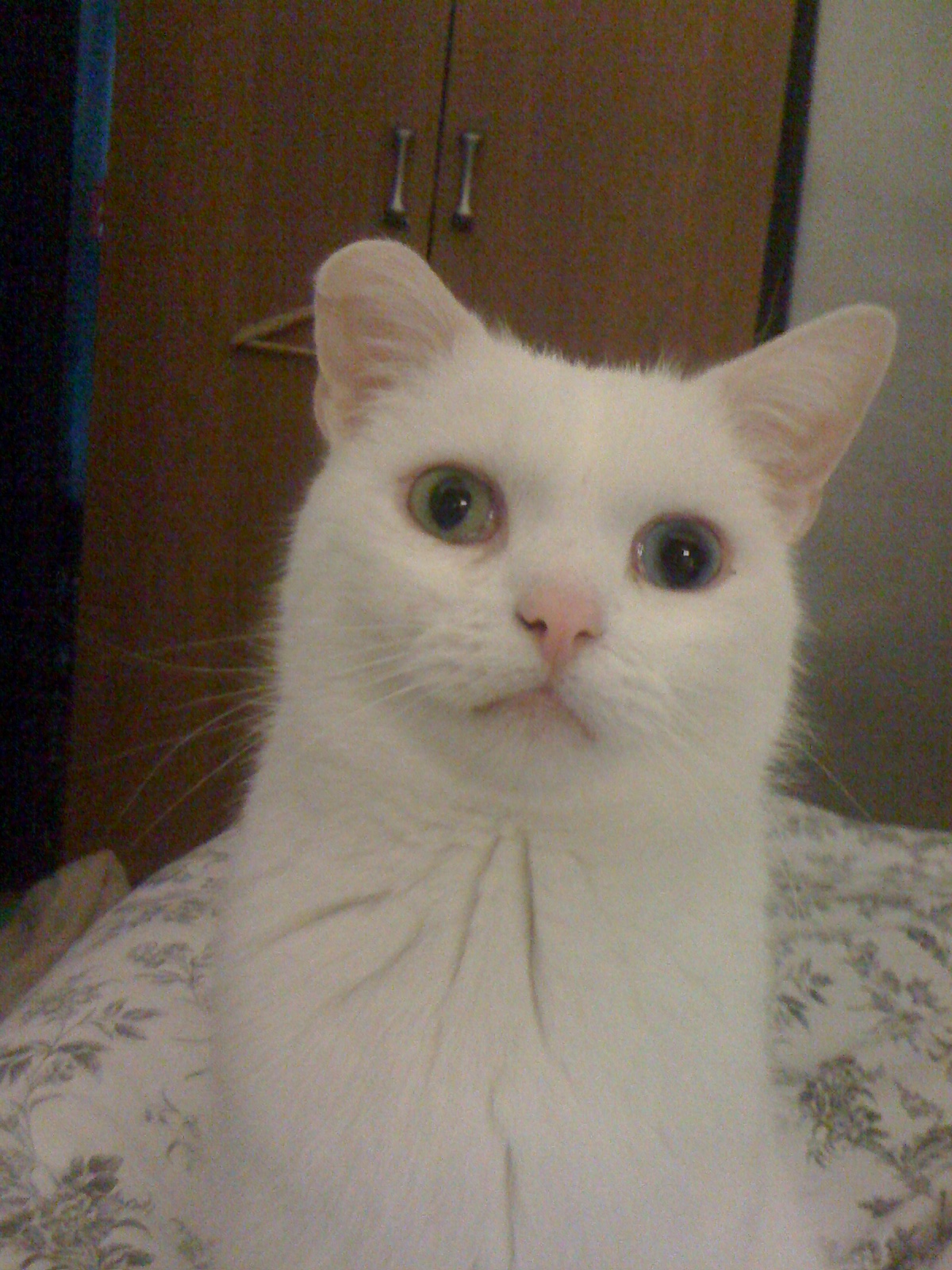
난청을 가진 흰색 오드아이 고양이

선천성 감각신경성 난청은 흰 털을 가진 집고양이에서 흔히 발생한다. 내이의 퇴화로 인한 선천성 난청이다. 난청은 다른 털 색깔의 고양이보다 흰 고양이에서 훨씬 더 흔하다. ASPCA에 따르면, 푸른 눈이 아닌 흰 고양이의 17~20%는 난청이며, 한쪽 눈이 푸른  흰 고양이의 40%, 그리고 푸른 눈의 흰 고양이의 65~85%는 난청이다.
푸른 눈과 흰 털을 가진 집고양이들은 종종 완전히 귀가 들리지 않는다. 난청은 노란색, 녹색 또는 파란색 홍채가 있는 흰색 고양이에서 발생할 수 있지만, 청색 홍채가 있는 흰색 고양이에서 특히 많이 발생할 수 있다. 오드아이의 경우 난청이 파란 눈 쪽 귀에 영향을 미칠 가능성이 높은 것으로 나타났다. 흰 고양이는 푸른색, 금색, 녹색 또는 구리색의 오드아이를 가질 수 있다.
1997년 흰 고양이 연구에 따르면, 72%가 완전히 귀머거리인 것으로 밝혀졌다. 달팽이관의 코르티 기관 전체가 생후 몇 주 동안 퇴화된 것으로 밝혀졌으나, 심지어 이 몇 주 동안 뇌간 반응이 청각 자극에 의해 유발되지 않았으며, 이는 이 동물들이 청각 감각을 경험한 적이 없다는 것을 암시한다. 코르티 기관이 퇴화된 지 몇 달 후에 달팽이관의 나선신경절도 퇴화하기 시작했다는 것이 밝혀졌다.

## 같이 보기
- 고양이 털 유전학
- 반고양이